# Římskokatolická farnost Studená
Římskokatolická farnost Studená je územní společenství římských katolíků v rámci telčského děkanství brněnské diecéze s farním kostelem svatého Prokopa.

## Historie farnosti
Zemské desky se zmiňují o faře ve Studené z roku 1365. Kněz Pavel z Miličína byl roku 1407 majitelem Studené. Má se zato, že byl i místním farářem, později se stal biskupem olomouckým. Ve 16. století se přiklonila většina obyvatel obce k evangelickému vyznání, takže obec neměla katolického faráře. Farnost byla připojena k Mrákotínu. Samostatná farnost byla obnovena až po třicetileté válce. Farní kostel svatého Prokopa vyhořel v letech 1750 a 1854. V roce 1855 získal kostel svou současnou podobu. 

## Duchovní správci
Od 1. července 1994 byl farářem R. D. Stanislav Forst. Toho dne 24. září 2018 nahradil jako administrátor excurrendo R. D. Josef Maincl z Telče. Od 1. září 2023 byl administrátorem farnosti R. D. Martin Hönig, který se 1. srpna 2025 stal jejím farářem.
| MARTIN HŐNIG   |
| 06.11.1987     |
| Od: 01.09.2023 |

## Bohoslužby
| Kostel          | Místo   | Bohoslužba (den)             | Hodina                          | Poznámka     |
| --------------- | ------- | ---------------------------- | ------------------------------- | ------------ |
| svatého Prokopa | Studená | neděle pondělí čtvrtek pátek | 8.00 18.00 (léto), 17.30 (zima) | farní kostel |

## Aktivity ve farnosti
Dnem vzájemných modliteb farností za bohoslovce a bohoslovců za farnosti brněnské diecéze je 10. květen. Adorační den připadá na 23. dubna.
Ve farnosti se pravidelně koná tříkrálová sbírka. V roce 2017 se při sbírce vybralo ve Studené a okolních obcích 70 412 korun.